# 拉娜
拉娜（Lana，1996年11月23日—），本名斯维特拉娜·德米特里耶芙娜·尤季娜（羅馬化：Svetlana Dmitrievna Yudina），俄羅斯女藝人，创造营2020选手，出生于俄罗斯萨哈林州波罗奈斯克，她是第一位在韩国出道的俄罗斯藝人。